# Mike Monty
Mike Monty était un acteur de séries B, Z  et de films érotiques qui fit l'essentiel de sa carrière en Italie et aux Philippines.

## Biographie
Mike Monty commença sa carrière dans les années 1960 en Italie sur les conseils de Steve Reeves ou Gordon Mitchell, qu'il avait croisés à sa salle de sport. Il débuta par des rôles secondaires dans des westerns spaghetti, dont Thompson 1880 en 1966 avec George Martin et Gordon Mitchell, avec qui il vécut en colocation pendant une dizaine d'années.
Il tourna aussi dans des films érotiques, dont ceux de Jean-Marie Pallardy, comme L'Amour chez les poids-lourds ou Le Journal érotique d'une Thaïlandaise (de) avec Brigitte Lahaye et Marilyn Jess, film soft, dont il existait "une version alternative avec des scènes hards".
Le premier film qu'il tourna aux Philippines fut Pleasure Island en 1980, un film d'aventure érotique produit par Dick Randall, avec qui il avait déjà travaillé en Italie. Il aima le pays, notamment parce que les femmes ne le trouvaient pas trop vieux alors qu'il avait dépassé la quarantaine, contrairement aux Italiennes. Il conseilla à des réalisateurs italiens comme Antonio Margheriti de venir y tourner des films et enchaîna les films (14 en 1986, plus de 80 dans les années 1980), dont beaucoup de séries Z low cost. Si le cinéma philippin avait une tradition cinématographique populaire, les coproductions de ces faux films américains d'action diminuèrent dans les années 1990 (saturation du marché, productions de mauvaises qualités et terrorisme) et le rythme de ses tournages diminua. Il fit quand même des films avec Joe D'Amato, Bruno Mattei ou des Japonais.
Il meurt d'une crise cardiaque le 4 août 2006 à Rome.

## Filmographie sélective
- 1969 : Cinq pour l'enfer de Gianfranco Parolini
- 1971 : Macho Callaghan se déchaîne de Demofilo Fidani
- 1972 : Et maintenant, on l'appelle El Magnifico de E.B. Clucher
- 1972 : Meurtre dans la 17e avenue de Ferdinando Merighi
- 1972 : Django, ton tour viendra de Ferdinando Merighi
- 1974 : Le Château de l'horreur de Robert Oliver
- 1979 : Liés par le sang de Terence Young
- 1980 : Emmanuelle à Cannes (it) de Jean-Marie Pallardy
- 1980 : Pleasure Island de Michel Ricaud
- 1983 : Eliminator de Teddy Page
- 1987 : Strike Commando : Section d'assaut de Bruno Mattei
- 1988 : Zombi 3 de Claudio Fragasso et Bruno Mattei
- 1988 : Le Triangle de la peur d'Antonio Margheriti
- 2003 : Horror Cannibal 2 de Bruno Mattei

## Sources
- Entretien avec Mike Monty, Nanarland, juin 2005
- Mike Monty, Nanarland